# ژن بری
ژن بری (انگلیسی: Gene Barry؛ ۱۴ ژوئن ۱۹۱۹ – ۹ دسامبر ۲۰۰۹) یک هنرپیشه اهل ایالات متحده آمریکا بود. وی بین سال‌های ۱۹۵۰ تا ۲۰۰۵ میلادی فعالیت می‌کرد.
از فیلم‌ها یا برنامه‌های تلویزیونی که وی در آن نقش داشته است می‌توان به جنگ دنیاها اشاره کرد.